# أندون (الألب البحرية)
أندون، الألب البحرية (بالفرنسية: Andon, Alpes-Maritimes)‏ هي بلدية فرنسية تقع في إقليم الألب البحرية من منطقة بروفنس ألب كوت دازور في جنوب شرق فرنسا. تبلغ مساحة هذه المدينة 54.3 (كم²)، وترتفع عن سطح البحر 1200 م، يبلغ عدد سكانها 562 نسمة حسب إحصاء المعهد الوطني للإحصاء والدراسات الاقتصادية سنة 2009 م. وترأس Michèle Sicard-Olivier البلدية خلال فترة (2008-2014).

## المناخ
يظهر الجدول التالي التغييرات المناخية على مدار السنة لأندون:
| البيانات المناخية لـأندون                                                                   | البيانات المناخية لـأندون | البيانات المناخية لـأندون | البيانات المناخية لـأندون | البيانات المناخية لـأندون | البيانات المناخية لـأندون | البيانات المناخية لـأندون | البيانات المناخية لـأندون | البيانات المناخية لـأندون | البيانات المناخية لـأندون | البيانات المناخية لـأندون | البيانات المناخية لـأندون | البيانات المناخية لـأندون | البيانات المناخية لـأندون |
| الشهر                                                                                       | يناير                     | فبراير                    | مارس                      | أبريل                     | مايو                      | يونيو                     | يوليو                     | أغسطس                     | سبتمبر                    | أكتوبر                    | نوفمبر                    | ديسمبر                    | المعدل السنوي             |
| ------------------------------------------------------------------------------------------- | ------------------------- | ------------------------- | ------------------------- | ------------------------- | ------------------------- | ------------------------- | ------------------------- | ------------------------- | ------------------------- | ------------------------- | ------------------------- | ------------------------- | ------------------------- |
| متوسط درجة الحرارة الكبرى °م (°ف)                                                           | 5.5 (41.9)                | 5.5 (41.9)                | 9.0 (48.2)                | 12.4 (54.3)               | 15.5 (59.9)               | 19.6 (67.3)               | 22.3 (72.1)               | 22.1 (71.8)               | 19.2 (66.6)               | 14.1 (57.4)               | 9.5 (49.1)                | 5.5 (41.9)                | 13.4 (56.1)               |
| متوسط درجة الحرارة الصغرى °م (°ف)                                                           | −3.0 (26.6)               | −3.4 (25.9)               | −1.4 (29.5)               | 1.7 (35.1)                | 4.2 (39.6)                | 7.9 (46.2)                | 10.3 (50.5)               | 10.3 (50.5)               | 8.0 (46.4)                | 4.3 (39.7)                | −0.1 (31.8)               | −2.4 (27.7)               | 3.0 (37.4)                |
| معدل هطول الأمطار مم (إنش)                                                                  | 82 (3.2)                  | 82 (3.2)                  | 117 (4.6)                 | 91 (3.6)                  | 104 (4.1)                 | 72 (2.8)                  | 60 (2.4)                  | 30 (1.2)                  | 106 (4.2)                 | 167 (6.6)                 | 137 (5.4)                 | 78 (3.1)                  | 1٬126 (44.3)              |
| متوسط الأيام الممطرة (≥ 1 mm)                                                               | 4                         | 5                         | 6                         | 7                         | 9                         | 7                         | 5                         | 4                         | 5                         | 9                         | 8                         | 6                         | 75                        |
| ساعات سطوع الشمس الشهرية                                                                    | 182.9                     | 186.5                     | 221.7                     | 246.0                     | 190.7                     | 285.0                     | 339.5                     | 244.9                     | 258.0                     | 223.2                     | 171.0                     | 127.1                     | 2٬676٫5                   |
| المصدر: Les Alpes-Maritimes, Etages Climatiques et Indications Médicales - Dr. Jean Ducoeur |                           |                           |                           |                           |                           |                           |                           |                           |                           |                           |                           |                           |                           |

## وصلات خارجية
- صفحة البلدية على موقع المعهد الوطني للإحصاء والدراسات الاقتصادية